# Nekrolog 1428
Nekrolog
◄◄
| ◄
| 1424
| 1425
| 1426
| 1427
| 1428 | 1429 | 1430 | 1431 | 1432 | ► | ►►
Weitere Ereignisse | Allgemeiner Nekrolog 1428
Die Beschreibung der verstorbenen Person sollte so kurz wie möglich gehalten sein und nur deren signifikante Tätigkeit(en) enthalten.
Neue Namen ggf. auch unter dem Geburts- und Sterbedatum, also etwa unter 1. Januar und im Geburts- und Sterbejahr (2024) eintragen (nur bei entsprechender großer Wichtigkeit). Für Beispiele siehe die schon vorhandenen Artikel.
Außerdem über die fünf zuletzt Verstorbenen, zu denen es einen ausreichend guten Artikel für eine Präsentation auf der Hauptseite gibt, nach der todesbedingten Überarbeitung der Artikel ggf. auch unter Wikipedia Diskussion:Hauptseite informieren und sie am besten auch in den anderen Wikipedia-Sprachversionen eintragen. Tipp: Regelmäßig bei news.google.de nach „ist tot“, „gestorben“ oder „verstorben“ suchen.
Wenn eine Person gestorben ist, gibt es viele Seiten zu dieser Person in der Wikipedia, die davon auch betroffen sind und entsprechend aktualisiert werden müssen. Beispiele: Namenübersichtsseite, Geburtsjahr, Geburtsort-Seiten und viele mehr.
Wie finde ich die betroffenen Seiten?
Im Suchfeld auf der linken Seite gibt man den Suchbegriff so ein: „Vorname Nachname“. Dann klickt man auf Volltext und alle Seiten mit entsprechendem Suchtext werden aufgerufen. Hier sieht man dann schnell, wo auch das Todesjahr Sinn macht oder sogar ein Teil des Artikels angepasst werden muss. Auch hilft das „Werkzeug“ auf der linken Seite sehr gut, um solche Seiten aufzufinden: „Links auf diese Seite“. Somit ist die Wikipedia wieder aktuell in allen Bereichen! Hinweis: bei Eintragung der Kategorie „Gestorben JAHR“ wird der Missbrauchsfilter 49 ausgelöst, was jedoch nicht schlimm ist. Siehe: Spezial:Missbrauchsfilter/49
Dies ist eine Liste von im Jahr 1428 verstorbenen bekannten Persönlichkeiten. Die Einträge erfolgen innerhalb der einzelnen Daten alphabetisch sortiert. Tiere sind im Nekrolog für Tiere zu finden.

## Januar
| Tag        | Name                 | Beruf, bekannt als                        | Alter | Beleg |
| ---------- | -------------------- | ----------------------------------------- | ----- | ----- |
| 4. Januar  | Friedrich I.         | Kurfürst von Sachsen, Markgraf von Meißen | 57    |       |
| 10. Januar | Anselm von Nenningen | Bischof von Augsburg                      |       |       |
| 16. Januar | Johann Kletze        | Hamburger Ratsherr                        |       |       |

## Februar
| Tag        | Name                | Beruf, bekannt als | Alter | Beleg |
| ---------- | ------------------- | ------------------ | ----- | ----- |
| 3. Februar | Ashikaga Yoshimochi | japanischer Shogun | 41    |       |

## März
| Tag      | Name            | Beruf, bekannt als         | Alter | Beleg |
| -------- | --------------- | -------------------------- | ----- | ----- |
| 11. März | Eskill          | norwegischer Erzbischof    |       |       |
| 27. März | Johann Hemeling | Bürgermeister von Bremen   |       |       |
| 27. März | Otto II.        | Herzog von Pommern-Stettin |       |       |

## April
| Tag       | Name                      | Beruf, bekannt als                                       | Alter | Beleg |
| --------- | ------------------------- | -------------------------------------------------------- | ----- | ----- |
| 1. April  | Johann II. von Streitberg | Bischof von Regensburg                                   |       |       |
| 13. April | Otto III.                 | regierender Graf von Hoya (Niedergrafschaft) (1383–1428) |       |       |

## Juni
| Tag      | Name              | Beruf, bekannt als            | Alter | Beleg |
| -------- | ----------------- | ----------------------------- | ----- | ----- |
| 3. Juni  | Andrea di Bartolo | italienischer Maler           |       |       |
| 12. Juni | Zawisza Czarny    | polnischer Ritter             |       |       |
| 21. Juni | Konrad IV.        | Graf von Rietberg (1389–1428) |       |       |

## Juli
| Tag      | Name                       | Beruf, bekannt als                          | Alter | Beleg |
| -------- | -------------------------- | ------------------------------------------- | ----- | ----- |
| 21. Juli | Angelo d’Anna de Sommariva | italienischer Kardinal der Römischen Kirche |       |       |
| 26. Juli | Johannes Zachariae         | Augustinereremit und Theologe               |       |       |

## August
| Tag        | Name  | Beruf, bekannt als   | Alter | Beleg |
| ---------- | ----- | -------------------- | ----- | ----- |
| 30. August | Shōkō | 101. Tennō von Japan | 27    |       |

## November
| Tag          | Name                                 | Beruf, bekannt als                                          | Alter | Beleg |
| ------------ | ------------------------------------ | ----------------------------------------------------------- | ----- | ----- |
| 3. November  | Thomas Montagu, 4. Earl of Salisbury | englischer Feldherr im Hundertjährigen Krieg                |       |       |
| 4. November  | Sophie von Bayern                    | zweite Ehefrau des römischen und böhmischen Königs Wenzel   |       |       |
| 6. November  | Guillaume Fillastre                  | französischer Geistlicher, Kardinal der Katholischen Kirche |       |       |
| 22. November | Wilhelm                              | Graf von Ravensberg und Fürstbischof von Paderborn          |       |       |

## Dezember
| Tag          | Name                 | Beruf, bekannt als                 | Alter | Beleg |
| ------------ | -------------------- | ---------------------------------- | ----- | ----- |
| 5. Dezember  | Hans Erer der Ältere | Bürgermeister von Heilbronn        |       |       |
| 27. Dezember | Johann I.            | Herzog von Münsterberg (1410–1428) |       |       |

## Datum unbekannt
| Tag | Name                       | Beruf, bekannt als                                                         | Alter | Beleg |
| --- | -------------------------- | -------------------------------------------------------------------------- | ----- | ----- |
|     | Conrad von Einbeck         | Steinmetz, Baumeister und Bildhauer                                        |       |       |
|     | Thomas Erpingham           | englischer Ritter                                                          |       |       |
|     | Jacopo Gattilusio          | Archon von Lesbos                                                          |       |       |
|     | Isabelle                   | Gräfin von Foix                                                            |       |       |
|     | Lan Kham Daeng             | dritter König von Lan Xang                                                 |       |       |
|     | Longa von Kotzau           | Äbtissin                                                                   |       |       |
|     | Masaccio                   | italienischer Maler der Frührenaissance                                    |       |       |
|     | Maxtla                     | Herrscher des Stadtstaates Azcapotzalco                                    |       |       |
|     | Prosdocimus de Beldemandis | italienischer Astronom, Mathematiker und Musiktheoretiker des Quattrocento |       |       |
|     | Berthold Roland            | Kaufmann und Ratsherr der Hansestadt Lübeck                                |       |       |
|     | Rudolf III.                | Markgraf von Hachberg-Sausenberg                                           |       |       |
|     | Marquard von dem Kyle      | Ratsherr der Hansestadt Lübeck                                             |       |       |
|     | Johann Kollmann            | Ratsherr in Lübeck                                                         |       |       |